# 玉山艾
玉山艾（学名：Artemisia niitakayamensis）是菊科蒿属的植物，是台灣的特有植物。分布在台灣本島，生长于海拔3,800米的地区，常生于高山地区，目前尚未由人工引种栽培。